# 이수영 (목사)
이수영(1946년 10월 9일 ~ )은 대한민국의 신학자이자 목회자이다. 새문안교회 담임목사로서 (2016년 12월 은퇴) 서울대학교 철학과, 서울대학교 대학원 철학과, 장로회신학대학교 신학대학원을 졸업하고, 프랑스 스트라스부르 대학에서 칼빈 신학을 전공하여 1984년 신학박사 학위를 받았다. 한국칼빈학회 회장을 역임하였고 현재 세계칼빈학회 중앙위원회 종신위원이다. 장로회신학대학교 조직신학 교수로 재임하다가 2000년 9월 새문안교회 담임목사로 부임하였고 2016년 12월 28일 은퇴하였다. 2009년 요한칼빈탄생500주년기념사업회에서 칼뱅연구의 공로자로 수상을 받았다.

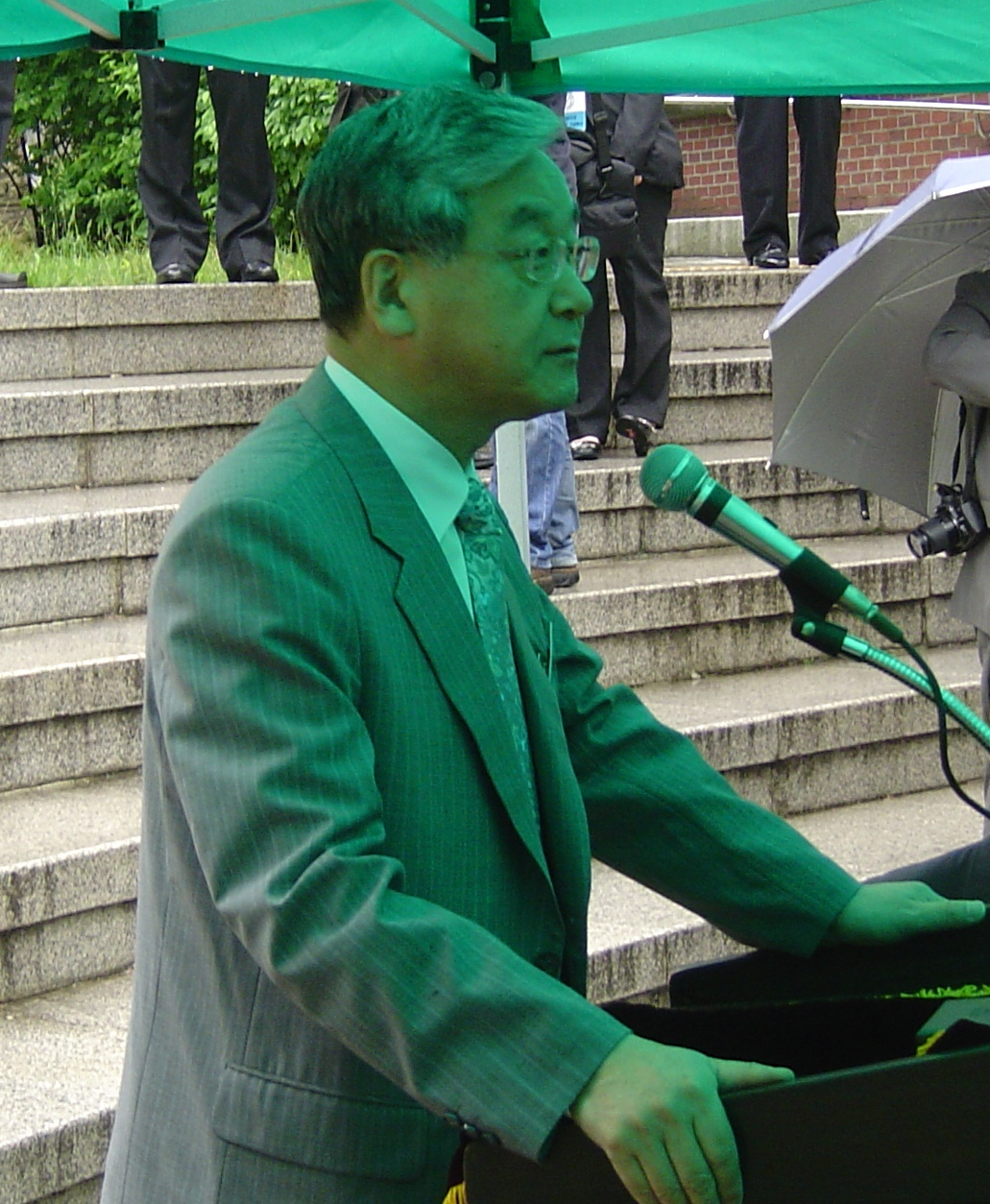
칼뱅 학자 이수영박사가 요한칼빈탄생500주년기념사업회 주관으로 칼빈 동상 제막식에서 기념사를 하고있다. 2009년 5월 12일

이수영 박사의 부친은 유명한 기독교 작곡가 이동훈 교수이며, 어머니는 한국교회의 유명한 지휘자 김병숙 음악가, 그리고 조부는 한국교회에서 존경받는 이기혁 목사이다. 

## 생애
이수영(李秀英, Sou-Young Lee, 1946-) 박사는 1946년 10월 9일 서울에서 태어났다. 그는 대광고등학교(1964), 서울대학교 문리과대학 철학과 학부(1968) 및 대학원(1972)을 졸업한 후, 목회자가 되기 위해 장로회신학대학교 신학대학원에 입학하여 졸업하였다.(1975) 이수영 박사는 프랑스로 유학하여 스트라스부르 대학교에서 1984년에 신학박사학위(Docteur en théologie)를 취득했다. 그는 1984년 9월부터 2000년 8월까지 16년간 장로회신학대학교 신학과 조직신학 교수로 봉직했으며, 2000년 9월부터 새문안교회의 담임목사로 사역하였고 현재는 은퇴하였다. 
1977넌 김귀원 사모와 혼인하여 네 자녀 시내, 시온, 시몬, 시현과 맏 사위 서준혁, 손녀 서비주, 형님 한 분 이수철 안수 집사-장혜숙 권사, 여동생 두 분 이정희 권사-고 정일종 장로, 이정옥 사모-이용원 서울장신대학교 전 총장을 두고 있으며 어머니 김병숙 권사를 모시고 살고 있다. 인천제일교회를 수십 년간 담임했으며 대한예수교장로회 총회장을 지낸 고 이기혁 목사의 손자이고, 찬송가 261, 303, 461장의 작고자인 교회 음악가 고 이동훈 교수의 둘째 아들이다.
『개혁신학과 경건』의 저자인 이수영 박사는 신학대학교에서 가르치는 교수로서 그리고 목회 현장에서 목회하는 목회자로서 이 책에 나타난 대로 생각하고, 가르치고, 몸소 본을 많은 사람들에게 보여주었다. 이 모든 글 속에 “칼빈(깔뱅)주의자”의 사상과 삶이 고스란히 배어 있다. 
첫째, 이수영 박사는 한국장로교회에서 깔뱅으로 신학박사학위를 최초로 받은 깔뱅 전문 연구가이다. 선교100주년을 맞이한 한국교회에서 깔뱅 전문연구가를 만나는 것이 지극히 드물 때, 그는 1984년 한국인 최초로 깔뱅의 모국 프랑스에서 “『기독교 강요』에 따른 깔뱅에 있어서의 경험 개념”을 연구했다. 그 전까지 대체로 영어 표기 ‘John Calvin’을 ‘요한 칼빈’ 또는 ‘존 캘빈’ 등으로 번역되어 불렸지만, 특히 장로회신학대학교에서는 이수영 박사가 주장한대로 ‘쟝 깔뱅’(Jean Calvin)으로 불리고 있다. 후문에 의하면, 이수영 박사가 신학대학교 수업시간 ‘깔뱅’이라고 발음할 때, 어떤 학생들은 자신들이 전혀 모르는 다른 새로운 종교개혁자를 소개하는 것으로 착각했다고 한다.
둘째, 이수영 박사는 ‘성경적•복음적•개혁적’ 신학자이다. 그는 대담이나 강의나 설교나 글 속에서 항상 그의 생각과 삶이 성경적이기를, 복음적이기를, 개혁신학적이기를 원했다. 그는 1991년에 발표한 “개교90주년 맞는 장신(장로회신학대학교, 필자 주)의 내일”에서 확신과 사명감을 가지고 “교수들은 한국교회와 세계교회를 바르게 살릴 수 있는 신학이 무엇일까를 유념하며 각 분야에서 신학적 대 정리 작업을 착수해야할 것이다. 지금까지 다양성 속에서 중심을 모색하는 다소 불투명했던 막연히 온건 중도 보수 통합 신학의 시대였다면, 개교 100주년을 맞게 될 그 때는 크면서도 분명한 성경적•복음적•개혁적 신학으로 그 실제가 드러나도록 연구에 심혈을 기울여야 할 것이다.”라고 역설했다.
셋째, 이수영 박사는 칼빈주의 유산에 충실한 경건 훈련과 실천을 강조하는 경건과 실천의 신학자이다. 그의 철학 전공 학사 학위논문과 석사 학위논문은 윤리, 그의 신학 전공 석사 학위논문은 인간론, 그의 신학 박사 학위논문은 신앙과 경건과 깊이 연관되어 있다. 또한 그는 공군 장교 교관으로서 군복무를 했고, 장로회신학대학교에서 생활관장, 실천처장, 신학대학원장 등을 역임하면서 경건 훈련과 실천에 심혈을 기울였다. 그가 신학대학원장을 맡았을 때, 학교에서 1주일 네 번 드려지는 예배에 모든 학생들과 모든 교수들은 물론 직원들도 참여하게 한 바, 지금도 직원들도 예배에 참여하고 있다. 
넷째, 이수영 박사는 국내외적으로 널리 폭넓게 활동하는 교회연합(일치)의 신학자이다. 깔뱅은 영국의 종교개혁자 크랜머(Thomas Cranmer)에게 보낸 편지에서 교회연합(일치)운동을 제안한 바, 교회연합을 위해 “열 개의 바다라고 해도 기꺼이 건널 것”이라고 말했다. “그리스도의 지체들이 분리되어져 몸에 피를 흘리고 있습니다. 이 일과 관련하여 필요하다면 나는 열 개의 바다라고 해도 기꺼이 건널 것입니다.”
그는 신학대학교라는 울타리를 넘어 전국적으로 그리고 국제적으로 폭넓게 활동하는 신학자이다. 전국적으로 교단과 교파와 다양한 대상(목사, 장로, 권사, 집사, 학생, 남전도회, 여전도회, 군 선교, 해외 선교 등)을 초월하여, 어디든지 마다하지 않고 복음과 하나님 나라를 위해서라면 몸을 아끼지 않고, 달려간다. 이런 사실은 그가 언론이나 출판 매체에 기고한 글과 주제의 다양성을 통해 짐작할 수 있다. 그는 한국칼빈학회 회장으로 왕성하게 활동하고, 한국칼빈학회 정기학술지 「칼빈연구」의 발행에 기여했다.
이수영 박사는 국제적인 신학자이다. “나의 수업”이라는 글의 끝부분에 보면, 4년마다 열리는 ‘국제깔뱅연구학술대회’ (The International Congress on Calvin Research)가 헝가리 데브레첸에서 1986년 8월에 열렸을 때, 그는 “깔뱅에 있어서 경험”이라는 주제로 발표했다. 이 논문이 국내외 깔뱅연구가들에 의해 자주 인용된다. 그는 1986년 이후 줄곧 이 대회에 한국인 대표로 초청되었고, 마침내 1998년 제7차 국제깔뱅학술대회를 서울에 유치하여 성공적인 행사를 마침으로써, 역대 대회 중에 최고의 대회로 평가받았다. 그는 1998년에 이 국제학술대회의 종신중앙위원(Praesidium)으로 선출되었다. 그 뿐만 아니라, 1997년 이래 아시아칼빈학회 회장을 맡아 아시아 칼빈학회지인 Calvin in Asian Churches를 편집•발행하여, 아시아 지역의 깔뱅연구 발전에 크게 기여했다. 이수영 박사는 개혁교회와 장로교회의 전통을 중심에 두면서 그 울타리를 넘어 복음주의 운동에 적극적으로 참여하고 있다. 그는 로잔대회, 아시아로잔위원회, 한국로잔위원회에 참여하여 왕성한 활동을 전개하고 있다.
다섯째, 이수영 박사는 개혁교회의 전형적인 목회자이다. 그는 한국교회의 모교회(母敎會)이며, 한국장로교회의 모교회인 새문안교회에서 2000년 9월부터 지금까지 16년째 모범적으로 목회를 하고 있다. 이수영 박사의 부임 이래 새문안교회는 질적으로, 양적으로 크게 부흥성장하고 있다. 개혁교회의 목회자로서의 이수영 박사의 신앙과 목회사상은 특별히 그의 여러 설교집 속에서 잘 나타난다
깔뱅이 제네바 대학교와 교회와 시(市) 정부를 오가면서 하나님 나라를 위한 총체적인 사역을 훌륭하게 수행했듯이, 칼빈주의자로서의 이수영도 경건과 학문(pietas et scientia)의 조화, 신학과 목회의 균형을 자신의 인격과 몸 전체에 체득하여, 학문과 삶과 목회와 선교 현장에서 하나님 나라를 위해 철저하게 깔뱅의 정신을 구현시킨 신학자인 동시에 목회자이다. 우리는 그를 “한국교회의 교부(敎父)인 동시에 한국장로교회의 깔뱅”으로 명명할 수 있을 것이다.

## 학력, 경력 및 저작목록

### 학위논문
- (1) “KANT 倫理學에 있어서의 ‘自由’ 槪念의 問題”(미간행 학사 학위 논문, 서울대학교 문       리과대학 철학과, 1986, B.A.).
- (2) “Aristoteles 倫理學에 있어서 德과 行爲의 問題에 關한 硏究”(미간행 석사 학위 논문,       서울대학교 대학원 철학과, 1971, M.A.).
- (3) “깔뱅의 하나님의 형상 이해”(미간행 석사 학위 논문, 장로회신학대학 신학대학원 신학       과, 1974, M.Div.).
- (4) “La notion d’ expe´ rience chez Calvin d’ après son Institution de la Religion Chrestienne”(Thèse, Université des Sciences Humanités de Strasbourg Facultéde Théologie Protestante, Strasbourg 1984, Docteur en théologie)(프랑스 국립스트라스부르 인문과학대학교 신교신학대학 박사 학위 논문).

### 저서
- 『깔뱅 교회를 말하다』. 서울: 한국장로교출판사, 2003, p. 152.
- 『깔뱅 소망을 말하다』. 서울: 한국장로교출판사, 2003, p. 206.
- 『깔뱅 신앙을 말하다』. 서울: 한국장로교출판사, 2004, p. 229.
- 『십계명을 이해하기 위한 서른 가지 단상』. 서울: 한국장로교출판사, 2004, p. 196.
- 『우리의 치유자 예수』. 서울: 삼일서적, 2004, p. 308.
- 『진리는 승리하는가』. 서울: 삼일서적, 2004, p. 340.
- 『무엇을 바라고 믿는가』. 서울: 삼일서적, 2004, p. 339.
- 『예수는 우리의 구원자』. 서울: 삼일서적, 2004, p. 370.
- 『모든 것 위에 사랑을』. 서울: 삼일서적, 2006, p. 398.
- 『하나님의 백성다운 거룩함을 회복하라』. 서울: 생명의말씀사, 2006, p. 212
- 『 깔뱅 하나님의 백성을 말하다』. 서울: 한국장로교출판사, 2008, p. 279
- 공저, 『교리 교육 지침서(평신도용)』. 서울: 한국장로교출판사, 1993, pp. 26-57.
- 공저, 『교리 교육 지침서(지도자용)』. 서울: 한국장로교출판사, 1994, pp. 29-120.
- 공저, 『하고 싶은 말과 해야 할 말』. 서울: 광나루, 2003, p. 176(개정판 2006. 2, p. 268).
- 편저, Calvin in Asian Churches. Vol. 1. Seoul: Korea Calvin Society, 2002. p. 385.
- 편저, Calvin in Asian Churches. Vol. 2. Seoul: Korea Calvin Society, 2004. p. 170.

### 번역서
- 도널드 G. 블러쉬, 『복음주의 신학의 정수 Ⅰ,Ⅱ』. 이형기·이수영 역. 서울: 한국장로교출판사, p. 365(1993), p. 454(1999).
- 쟈끄 꾸르브와지에, 『개혁신학자 츠빙글리』. 이수영 역. 서울: 한국장로교출판사, 2002, p.

## 같이 보기
- 이기혁
- 김병숙
- 대한민국의 신학자 목록